# Plenty Highway
Der Plenty Highway ist eine Fernstraße im Südosten des australischen Northern Territory. Sie verbindet den Stuart Highway nördlich von Alice Springs mit dem Donohue Highway im Westen des Bundesstaates Queensland.
Sie ist mit ihrer gesamten Länge Teil des Outback Highways, der 2800 km durch das Zentrum Australiens verläuft.

## Verlauf
Der Track zweigt vom Stuart Highway (N87) 69 km nördlich von Alice Springs ab, verläuft zunächst für 27 km nach Norden und biegt dann nach Osten ab. Er verläuft entlang der Nordseite der Harts Range und quert den Plenty River, von dem er seinen Namen hat, sowie den Marshall River. An der Grenze nach Queensland geht er östlich der Siedlung Tobermorey in den Donohue Highway über, der weiter nach Boulia führt.
Der höchste Punkt im Verlauf des Highways liegt auf 706 m, der niedrigste auf 169 m.

## Straßenzustand und Tankstellen
Nur die ersten 100 km bis Ongeva Creek sind asphaltiert. Der Rest der Strecke ist unbefestigt und gekennzeichnet von tiefen Schlaglöchern und bulldust (feiner roter Wüstenstaub). Der Zustand kann bei der Harts-Range-Polizeistation, 112 km östlich des Stuart Highways, erfragt werden. Nahrungsmittel, Wasser und Treibstoff sind erhältlich in Gem Tree, Harts Range, Jervois Homestead und Tobermorey.
Tankstellen gibt es beim Gem Tree Caravan Park, in Harts Range, in Jervois und in Tobermorey.